# ريد هوندت
ريد هوندت (بالإنجليزية: Reed Hundt)‏ (و. 1948  م) هو أمريكي، ولد في آن آربر.

## التعليم
تعلم في جامعة ييل، وكلية ييل للحقوق.